# Ferrari 375 F1
Ferrari 375 F1 är en formel 1-bil, tillverkad av den italienska biltillverkaren Ferrari mellan 1950 och 1953.

## Bakgrund
Gioacchino Colombos lilla överladdade V12-motor hade inte varit konkurrentkraftig under den första formel 1-säsongen 1950. Därför lät Enzo Ferrari Colombos efterträdare Aurelio Lampredi ta fram en ny, större motor för att passa enligt 4,5-litersformeln utan överladdning. Den nya motorn var tillräckligt stark, men framför allt bränslesnål nog för att ge huvudkonkurrenten Alfa Romeo en match och världsmästerskapet 1951 avgjordes inte förrän i sista deltävlingen, men då till Alfa-stallets fördel.

## Utveckling

### 275 F1
Ferraris nya bil med Lampredi-motorn, kallad 275 F1, debuterade vid Belgiens Grand Prix 1950. Den nya motorn hade i sitt första utförande en slagvolym på 3,3 liter. Bortsett från den stora V12:an var bilen i stort sett identisk med företrädaren 125 F1.

### 340 F1
Vid Nationernas Grand Prix i Genève, som inte ingick i VM, kom nästa variant, 340 F1. Motorn hade nu växt till 4,1 liter.

### 375 F1
Till Italiens Grand Prix 1950 presenterade Ferrari så den slutgiltiga versionen 375 F1 med en större motor på 4,5 liter. Till säsongen 1951 modifierades motorerna med bland annat dubbeltändning för att öka effekten.
När CSI beslutade att köra VM med formel 2-bilar under säsongen 1952 blev 375-modellen omodern, men Ferrari och privatkunderna fortsatte att tävla i mindre Formel Libre-tävlingar.

### 375 Indy
Indianapolis 500 ingick under 1950-talet i VM-serien, trots att den kördes enligt sitt eget reglemente, helt väsenskilt från formel 1-loppen i Europa. Ferraris agent i USA, Luigi Chinetti, jobbade hårt på att få stallet att köra Indy 500 och efter 375:ans alltför tidiga död i Europa byggdes fyra bilar till Indianapolis Grand Prix 1952, tre av dem till privatkunder, medan den fjärde kördes av Alberto Ascari i Scuderia Ferraris regi. Resultatet blev ett misslyckande och Ferraris intresse för Indy-lopp minskade betydligt. Chinettis team modifierade själva Ascaris bil för att bättre passa förhållandena på Indianapolis Motor Speedway, men försöken att passera kvalen till loppet 1953 lyckades inte.

## Tekniska data
| Tekniska data           | 275 F1                                                           | 340 F1                                                           | 375 F1                                                           | 375 Indy                                                         |
| ----------------------- | ---------------------------------------------------------------- | ---------------------------------------------------------------- | ---------------------------------------------------------------- | ---------------------------------------------------------------- |
| Motor:                  | Frontmonterad 60° 12-cylindrig V-motor                           | Frontmonterad 60° 12-cylindrig V-motor                           | Frontmonterad 60° 12-cylindrig V-motor                           | Frontmonterad 60° 12-cylindrig V-motor                           |
| Cylindervolym:          | 3322 cm³                                                         | 4102 cm³                                                         | 4493 cm³                                                         | 4382 cm³                                                         |
| Borrning x slaglängd:   | 72,0 x 68,0 mm                                                   | 80,0 x 68,0 mm                                                   | 80,0 x 74,5 mm                                                   | 79,0 x 74,5 mm                                                   |
| Kompression:            | 10,0:1                                                           | 12,0:1                                                           | 11,0:1                                                           | 13,0:1                                                           |
| Max effekt vid varvtal: | 300 hk vid 7 300 v/min                                           | 335 hk vid 7 000 v/min                                           | 350 hk vid 7 000 v/min                                           | 380 hk vid 7 500 v/min                                           |
| Ventilstyrning:         | En överliggande kamaxel per cylinderrad, 2 ventiler per cylinder | En överliggande kamaxel per cylinderrad, 2 ventiler per cylinder | En överliggande kamaxel per cylinderrad, 2 ventiler per cylinder | En överliggande kamaxel per cylinderrad, 2 ventiler per cylinder |
| Förgasare:              | 3 Weber 42 DCF                                                   | 3 Weber 42 DCF                                                   | 3 Weber 42 DCF                                                   | 3 Weber 40 IF4C                                                  |
| Växellåda:              | 4-växlad manuell, transaxel                                      | 4-växlad manuell, transaxel                                      | 4-växlad manuell, transaxel                                      | 4-växlad manuell, transaxel                                      |
| Hjulupphängning fram:   | Dubbla tvärlänkar, tvärliggande bladfjäder                       | Dubbla tvärlänkar, tvärliggande bladfjäder                       | Dubbla tvärlänkar, tvärliggande bladfjäder                       | Dubbla tvärlänkar, tvärliggande bladfjäder                       |
| Hjulupphängning bak:    | De Dion-axel, dubbla längslänkar, tvärliggande bladfjäder        | De Dion-axel, dubbla längslänkar, tvärliggande bladfjäder        | De Dion-axel, dubbla längslänkar, tvärliggande bladfjäder        | De Dion-axel, dubbla längslänkar, tvärliggande bladfjäder        |
| Bromsar:                | Hydrauliska trumbromsar                                          | Hydrauliska trumbromsar                                          | Hydrauliska trumbromsar                                          | Hydrauliska trumbromsar                                          |
| Chassi & kaross:        | Ovalrörsram med aluminiumkaross                                  | Ovalrörsram med aluminiumkaross                                  | Ovalrörsram med aluminiumkaross                                  | Ovalrörsram med aluminiumkaross                                  |
| Hjulbas:                | 232 cm                                                           | 232 cm                                                           | 232 cm                                                           | 254 cm                                                           |
| Torrvikt:               | 850 kg                                                           | 850 kg                                                           |                                                                  | 785 kg                                                           |
| Toppfart:               | 280 km/h                                                         | 300 km/h                                                         | 320 km/h                                                         | 330 km/h                                                         |

## Tävlingsresultat

### Formel 1-VM 1950
Prototypen 275 F1 debuterade i Belgiens Grand Prix, där Alberto Ascari körde in på en femte plats. Den slutliga 375-modellen gjorde debut i Italiens Grand Prix, där Ascari och Dorino Serafini slutade på andra plats, efter att ha delat bil under loppet.
Ascari blev bäste Ferrari-förare säsongen 1950, med en femteplats i förarmästerskapet.
Utanför VM-serien tog Ferrari en dubbelseger med 375:an i Penya Rhins Grand Prix på Circuito de Pedralbes, där Ascari vann före Serafini.

### Formel 1-VM 1951

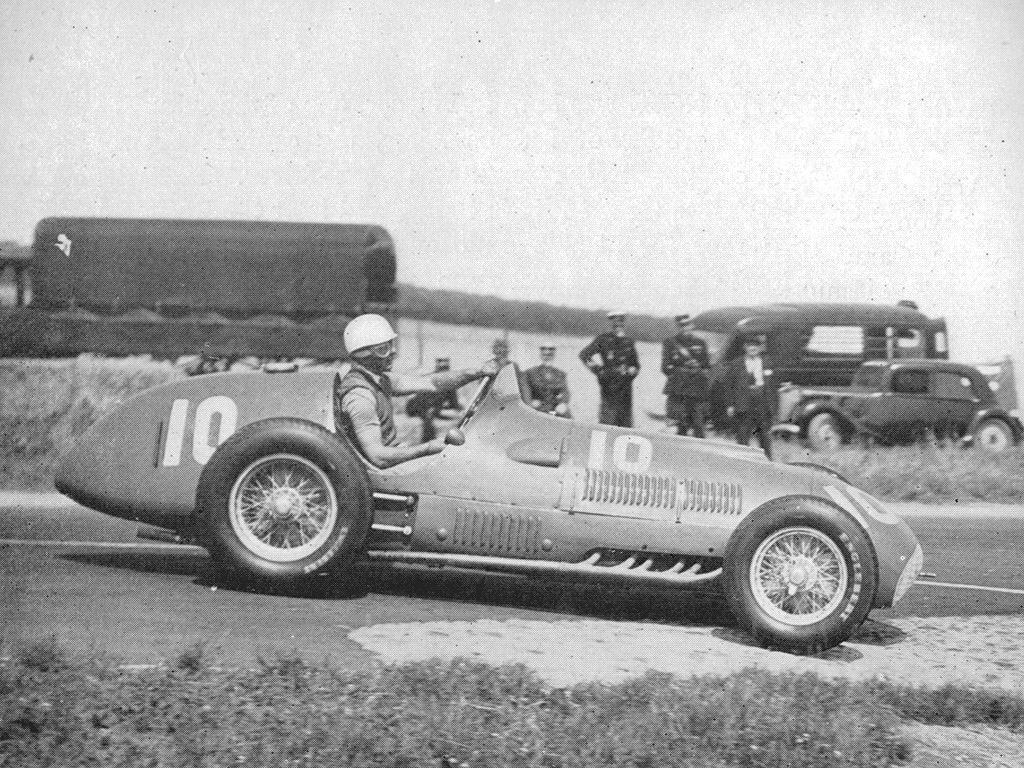
Luigi Villoresi i en Ferrari 375 F1 vid Frankrikes Grand Prix 1951.

Säsongen 1951 tog José Froilán González Scuderia Ferraris första F1-seger, vid Storbritanniens Grand Prix. Ascari vann sedan Tysklands Grand Prix och Italiens Grand Prix.
Ascari slutade det här året på andra plats i förarmästerskapet, med González på tredje plats.
Utanför VM-serien tog Luigi Villoresi två segrar, i Syrakusas Grand Prix och Paus Grand Prix. Ascari vann San Remos Grand Prix och González tog hem Pescaras Grand Prix. Dessutom vann Reg Parnell International Trophy på Silverstone med Vanwall-stallets 375 Thinwall Special.

### Efter 1951
Efter regeländringarna till säsongen 1952 körde Ferrari bara ett VM-lopp med 375-modellen: Indy 500. Fyra bilar fanns med inför loppet, men bara Ascari klarade kvalificeringen. Han tvingades senare bryta loppet.
I övrigt var 375:an hänvisad till mindre Formel Libre-tävlingar. Villoresi vann Valentinos Grand Prix i Turin och Vanwall-stallet tog hem fyra vinster i mindre lopp i Storbritannien.
1953 vann Louis Rosier Albis Grand Prix och Vanwall-stallet vann ytterligare två lopp.
1954 blev sista säsongen för Vanwalls 375 Thinwall Special i Formel Libre. Stallet tog tre segrar i Storbritannien.